# Hadromys yunnanensis
Hadromys yunnanensis är en gnagare i familjen råttdjur som förekommer i södra Kina. Populationen listades tidigare som underart till Hadromys humei. Nyare taxonomiska avhandlingar och Internationella naturvårdsunionen godkänner den som art.
Arten blir 123 till 140 mm lång (huvud och bål), har en 114 till 132 mm lång svans, 24 till 27 mm långa bakfötter och 15 till 20 mm långa öron. Vikten varierar mellan 41 och 77 g. Den mjuka pälsen har på ovansidan en gråbrun grundfärg. På ryggens mitt och vid stjärten förekommer en röd skugga och andra delar av ovansidan kan ha en svart, gul eller vit skugga. Undersidan är täckt av vit päls. Dessutom är svansen uppdelad i en brun ovansida och en vit undersida. Arten har långa och smala händer och fötter. Hos honor förekommer fyra par spenar.
Denna gnagare förekommer endemisk i bergstrakter i provinsen Yunnan i södra Kina vid gränsen mot Myanmar. Utbredningsområdet ligger 970 till 1300 meter över havet. Inget är känt om levnadssättet.